# Свобода Наталія Борисівна
Наталія Борисівна Свобода (нар. 1 листопада 1945, с. Селянщина, Черняхівський район, Житомирська обл.) — оперна співачка (мецо-сопрано), заслужена артистка України (1984), доцент катедри академічного співу Львівської національної музичної академії ім. М. Лисенка (2003). Солістка Львівського театру опери та балету (1972—2008).

## Кар'єра
Навчалася у Житомирському музичному училищі ім. В. В. Косенка (диригентсько-хоровий відділ) та Рівненському педагогічному інституті. У 1975 р. закінчила Львівську державну консерваторію (клас доцента Валентини Підоріної).
3 1972 р. до 2008 р. — солістка Львівського театру опери та балету. За час роботи в театрі виконала понад 40 різноманітних партій мецо-сопранового репертуару.
З 1988 року — викладач катедри академічного співу, з 2000 — катедри народних інструментів, з 2003 р. — доцент ЛНМА. 2017 року її студентка Орися Гуга стала лауреатом (ІІІ премія) Всеукраїнського конкурсу молодих вокалістів ім. Василя Сліпака.
Неодноразово брала участь у міжнародних фестивалях оперного мистецтва в Польщі (Варшава, Катовіце, Бидгощ) та міжнародних фестивалях «Віртуози». У 1993—2002 рр. гастролювала з партіями: Азучени в прем'єрі опери «Трубадур» (м. Битом, Польща), Амнеріс в опері «Аїда» Дж. Верді у містах Італії (Рим, Неаполь, Сан-Ремо, Помпея, Генуя, о. Сицилія), в Німеччині, Австрії (Берлін, Штутгарт, Мангайм, Інсбрук та ін.). 3 концертними програмами виступала в Естонії, Росії, Угорщині, Чехії, Польщі. Учасниця численних концертів на українському радіо і телебаченні. Має низку фондових записів на радіо, телебаченні та студії «Укртелефільм». Записала компакт-диск та авдіокасету опери «Мойсей» М.Скорика.

## Ролі
- Любаша («Царева наречена» М.Римського-Корсакова)
- Марфа («Хованщина» М.Мусоргського)
- Кармен («Кармен» Ж.Бізе)
- Амнеріс («Аїда» Дж. Верді)
- Азучена («Трубадур» Дж. Верді)
- Еболі («Дон Карлос» Дж. Верді)
- Маддалена («Ріголетто» Дж. Верді)
- Лаура («Джоконда» А.Понк'єллі)
- Одарка («Запорожець за Дунаєм» С.Гулака-Артемовського)
- Ядвіґа, Чеснікова («Страшний двір» С.Монюшка)
- Кончаківна («Князь Ігор» О.Бородіна)
- Поліна («Пікова дама» П.Чайковського)
- Настя («Тарас Бульба» М.Лисенка)
- Солоха («Різдвяна ніч» М.Лисенка)
- Йохаведда («Мойсей» М.Скорика) та ін.